# Njemačka nacionalna knjižnica
Njemačka nacionalna knjižnica (njem. Deutsche Nationalbibliothek - DNB, rjeđe Die Deutsche Bibliothek (DDB)) središnja je ustanova za pismohranu svih medijskih radova na njemačkom jeziku njemačkog naroda u Njemačkoj i inozemstvu. Sastoji se od tri ustanove: Njemačke knjižnice i Njemačkog glazbenog arhiva u Leipzigu i Njemačke knjižnice u Frankfurtu na Majni. Naslov nacionalne knjižnice nosi od 1913. godine.
Najveća je i građom najbogatija knjižnica njemačkog govornog područja. S više od 32 milijuna primjeraka građe ubraja se među građom najbogatije svjetske knjižnice.

## Popularna kultura
O stotoj obljetnici rada knjižnice 2012. godine snimljen je dokumentarni film Der Bücherturm – 100 Jahre Deutsche Nationalbibliothek u režiji Renéa Römera.